# أوريكس
أوريكس (بالإنجليزية: Orix) هي مجموعة خدمات مالية متنوعة يابانية مقرها في ميناتو، طوكيو وأوساكا، اليابان. تُقدم خدمات التأجير، والإقراض، والإيجارات، والتأمين على الحياة، وتمويل وتطوير العقارات، ورأس المال الاستثماري، والخدمات المصرفية الاستثمارية، والتجزئة، وصناديق السلع والوساطة في الأوراق المالية. بالإضافة إلى توسيع عروضها، قامت الشركة بالتوسع عالميًا، حيث تقدم الخدمات المالية في أمريكا الشمالية، وآسيا، والشرق الأوسط، وشمال إفريقيا. تشمل الأقسام شركة أوريكس أوتو للإيجارات ومقرها اليابان، والتي تعمل في بلدان أخرى من خلال شركات تابعة مثل أوريكس أوتو للإيجارات (تايلاند) المحدودة. وهي معروفة أيضًا بأنها المالك الرئيسي لفريق أوريكس بافلوز للبيسبول في الدوري الياباني لكرة القاعدة.

## روابط خارجية
- شركة أوريكس